# ستاليبريج وهايد (دائرة انتخابية في المملكة المتحدة)
ستاليبريج وهايد (بالإنجليزية: Stalybridge and Hyde)‏ هي إحدى الدوائر الانتخابية في المملكة المتحدة الممثلة في مجلس العموم في برلمان المملكة المتحدة.
عضو البرلمان الذي يمثلها حالياً هو :Rt Hon James Purnell (Lab).